# Alexandras land

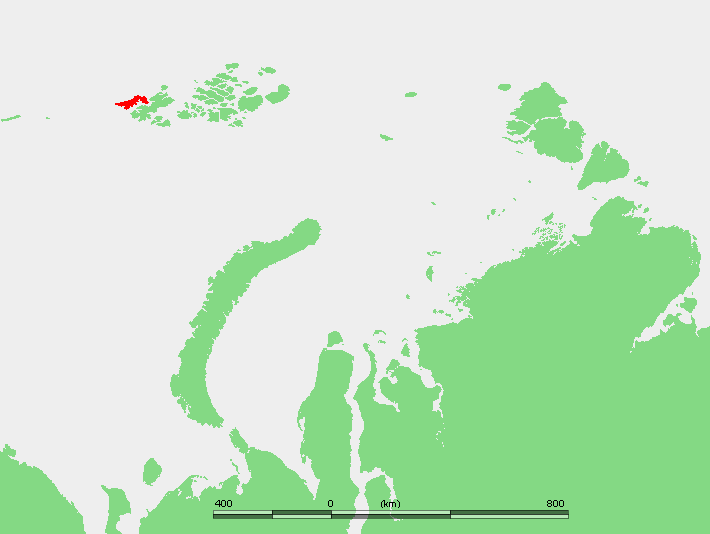
Karta med Alexandras land i röd färg.

Alexandras land (ryska: Земля Александры; Zemlja Aleksandry) är en ö i den ryska ögruppen Frans Josefs land. Förutom Viktorijaön är denne ögruppens västligaste utpost. Alexandras land är enligt en version uppkallad efter den ryska storfurstinnan Alexandra Pavlovna och enligt en annan efter Alexandra av Danmark.
Ön har en gränspostering vid basen och flygplatsen Nagurskaja. Detta är Rysslands nordligaste bebyggelse och den enda platsen på Frans Josefs land där trupper från gränsdivisionen FSB är posterade.